# Blindschakt
Blindschakt är vid gruvdrift ett schakt som ej når upp till marknivån, utan blott drivits mellan olika nivåer under jord.